# Théo van der Leeuw
Ben Koken (Echt, Echt-Susteren, 9 d'abril de 1949) va ser un ciclista neerlandès, que fou professional entre 1973 i 1975. Els seus major èxit esportiu fou una victòria d'etapa a l'Olympia's Tour

## Palmarès
- 1968
  - 1r al GP François Faber
- 1972
  - Vencedor d'una etapa de l'Olympia's Tour
- 1973
  - 1r a Langemark

### Resultats al Tour de França
- 1973. 70è a la classificació general